# Principios de la guerra
Los principios de la guerra son reglas y pautas que representan verdades en la práctica de la guerra y las operaciones militares.
Los primeros principios de guerra conocidos fueron documentados por Sun Tzu, alrededor del 500 a. C., así como por Chanakya en su Arthashastra alrededor del 350 a.c. Maquiavelo publicó sus "Reglas generales" en 1521, que a su vez se inspiraron en las Regulae bellorum generales de Vegecio (Epit. 3.26.1–33). Enrique, duque de Rohan, estableció sus "Guías" para la guerra en 1644. El marqués de Silva presentó sus "Principios" para la guerra en 1778. Henry Lloyd ofreció su versión de las "Reglas" para la guerra en 1781, así como sus "Axiomas" para la guerra. en 1781. Luego, en 1805, Antoine-Henri Jomini publicó sus "Máximas" para la versión de guerra 1, "Resumen didáctico" y "Máximas" para la versión de guerra 2. Carl von Clausewitz escribió su versión en 1812 basándose en el trabajo de escritores anteriores.
No hay principios de guerra universalmente aceptados. Los principios de la guerra están ligados a la doctrina militar de los diversos servicios militares. La doctrina, a su vez, sugiere pero no dicta estrategias y tácticas.

## Otros usos
Estos principios se pueden aplicar a usos no militares cuando la unidad de mando se separa en coordinación y realidad, la economía de la fuerza se redefine como uso de recursos, la masa se separa en recursos renovables y no renovables y las relaciones se separan de la unidad de mando.
En 1913, Harrington Emerson propuso 12 principios de eficiencia, los tres primeros de los cuales podrían estar relacionados con los principios de la guerra: Ideales claramente definidos: objetivo, sentido común, simplicidad, consejo competente, unidad de mando.
Henry Ford formuló algunos de los doce principios no militares de eficiencia a principios del siglo XX, y se sugiere que sean: objetivo, coordinación, acción, realidad, conocimiento, ubicaciones (espacio y tiempo), cosas, obtener, usar, proteger y perder. Nueve, diez o doce principios proporcionan un marco para el desarrollo eficiente de cualquier objetivo.
Principios de la guerra también fue un libro publicado en 1969 para las Fuerzas de Autodefensa de Japón. Describe los principios y estrategias militares básicos por los cuales el ejército japonés debía operar. El libro se utilizó para la mayoría de los exámenes militares en Japón. El libro respalda todos los principios militares con ejemplos históricos.